# Eleiodoxa conferta
Eleiodoxa conferta – gatunek rośliny z rodziny arekowatych, czyli palm (Arecaceae). Reprezentuje monotypowy rodzaj Eleiodoxa (Beccari) Burret, 1942, początkowo opisany jako podrodzaj palm salaka Salacca subg. Eleiodoxa Beccari, 1918. Gatunek występuje w południowej Tajlandii, w Malezji, na Borneo i Sumatrze. Rośliny te są monokarpiczne – zamierają po wydaniu owoców i mają skrócony, podziemny pień. Zasiedlają bagna słodkowodne w lasach równikowych na nizinach, zwykle wzdłuż wybrzeży, często rosną masowo, zwłaszcza tam, gdzie woda jest w ruchu.
Palmy te mają jadalne owoce wykorzystywane jako substytut owoców tamaryndowca. W Sarawaku służą do przygotowywania potrawy umei (owoce z krewetkami).

## Morfologia

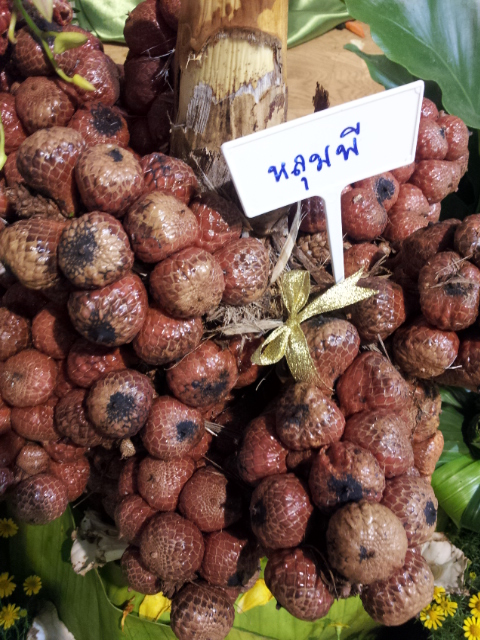
Owoce Eleiodoxa conferta

PokrójPalmy o łodygach w całości podziemnych, przesłoniętych dodatkowo trwałymi nasadami liści. Międzywęźla bardzo skrócone, z węzłów wyrastają liczne odrosty stąd roślina ma pokrój kępiasty. Nad powierzchnię gruntu wyrastają też korzenie oddechowe.
LiścieW liczbie 5–8 na jednym pniu, pierzastozłożone. Ogonek liściowy i otwarte pochwy liści pokryte są tęgimi, igłowatymi, brązowymi i czarnymi kolcami wyrastającymi w różnych kierunkach. Poszczególne listki z pojedynczym kilem, całobrzegie, niezróżnicowane kolorystycznie od góry i dołu są lancetowate i rozłożone w tej samej płaszczyźnie. W przeciwieństwie do podobnych palm z rodzaju salaka odcinki z końca liścia nie zrastają się w listek złożony, tzw. flabellum.
KwiatyPalmy te są dwupienne – na różnych osobnikach rozwijają się tylko kwiaty męskie albo żeńskie. Kwiaty rozwijają się na kwiatostanach rozgałęziających się dwukrotnie, pokrytych licznymi, pochwowatymi przysadkami, za to w przeciwieństwie do liści – pozbawione są one kolców. W kwiatostanach męskich kwiaty zebrane są parami i gęsto ułożone na grubych odgałęzieniach kwiatostanu. Kwiaty męskie zawierają 6 pręcików o wydłużonych pylnikach. W kwiatostanach żeńskich kwiaty wyrastają także gęsto ułożonymi parami, przy czym składają się one z jednego kwiatu żeńskiego i jednego płonnego kwiatu męskiego, kwiaty te są większe od męskich i zawierają 6 prątniczków.
OwocePestkowce nieregularnie kuliste do jajowatych, jedno-, dwu- lub trójnasienne. Egzokarp czerwonawobrązowy lub brązowy, pokryty licznymi łuskami.

## Systematyka
Rodzaj klasyfikowany jest jako jeden z dwóch (obok podobnego rodzaju salaka Salacca) do podplemienia Salaccinae z plemienia Calameae i podrodziny Calamoideae w obrębie arekowatych Arecaceae. Relacja między tymi rodzajami wymaga rewizji taksonomicznej.